# 戴德姆 (愛荷華州)
戴德姆（英語：Dedham）是一個位於美國愛荷華州卡洛爾縣的城市。

## 地理
戴德姆的座標為41°54′31″N 94°49′22″W / 41.90861°N 94.82278°W，而該地的平均海拔高度為406米（即1332英尺）。

## 人口
根據2010年美國人口普查的數據，戴德姆的面積為1.50平方千米，當中陸地面積為1.50平方千米，而水域面積為0.00平方千米。當地共有人口266人，而人口密度為每平方千米177人。